# Costa punctatissima
Costa punctatissima is een mosselkreeftjessoort uit de familie van de Trachyleberididae. De wetenschappelijke naam van de soort is voor het eerst geldig gepubliceerd in 1962 door Ruggieri.